# 谢里-沙特勒沃
谢里-沙特勒沃（法語：Chéry-Chartreuve，法語發音：[ʃeʁi ʃaʁtʁœv]）是法国上法蘭西大區埃纳省的一个市镇，属于苏瓦松区。该市镇于1790-1794年间由谢里（Chéry）和沙特勒沃（Chartreuve）合并而成。

## 地理
谢里-沙特勒沃（49°15'46"N, 3°36'49"E）面积13.69 平方千米，位于法国上法蘭西大區埃纳省，该省份为法国北部内陆省份，北起北部省，西接索姆省和瓦兹省，东临阿登省和马恩省，西南至塞纳-马恩省，东北部与比利时接壤。
与谢里-沙特勒沃接壤的市镇（或旧市镇、城区）包括：布吕伊、库隆日-科昂、德拉韦尼、马勒伊昂多勒、蒙圣母村、蒙圣马丹、瑟兰日和内勒、巴佐什和圣蒂博。
谢里-沙特勒沃的时区为UTC+01:00、UTC+02:00（夏令时）。

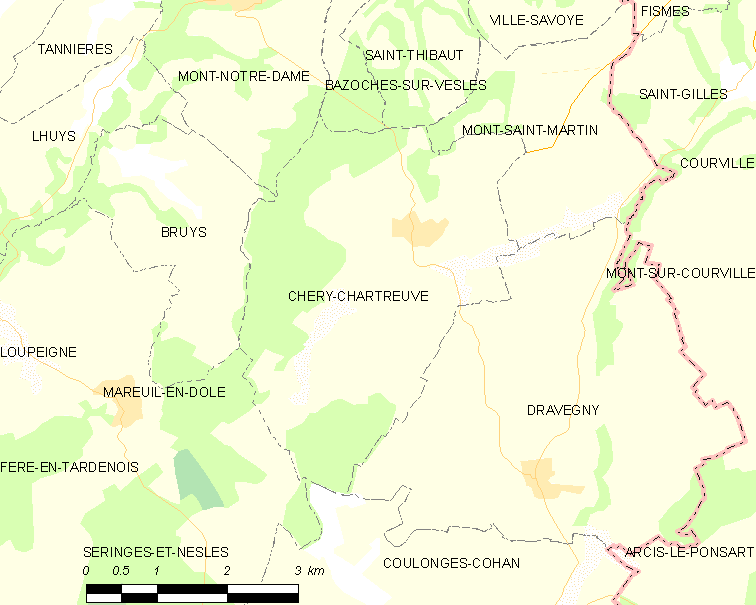
谢里-沙特勒沃的OSM定位图

## 行政
谢里-沙特勒沃的邮政编码为02220，INSEE市镇编码为02179。

## 政治
谢里-沙特勒沃所属的省级选区为塔德努瓦地区费尔县。

## 人口

1962-2008年间谢里-沙特勒沃人口变化图示

谢里-沙特勒沃于2022年1月1日时的人口数量为379人。